# Nacktzügelibis
Der Nacktzügelibis (Phimosus infuscatus) auch Mohrenibis ist eine südamerikanische Vogelart aus der Familie der Ibisse und Löffler. Er ist der einzige Vertreter der monotypischen Gattung Phimosus. 

## Unterarten
Es sind drei Unterarten bekannt:
- P. i. berlepschi Hellmayr, 1903[2] kommt im nördlichen Südamerika vor.
- P. i. nudifrons (Spix, 1825)[3] ist im zentralen und südlichen Brasilien verbreitet.
- P. i. infuscatus (Lichtenstein, 1823)[4] kommt vom östlichen Bolivien bis Paraguay, Uruguay und das zentrale Argentinien vor.

## Aussehen
Der Nacktzügelibis ähnelt mit seinem schwarzen Gefieder dem teilweise sympatrischen Langschwanzibis, ist aber mit 46 bis 55 cm deutlich kleiner und hat einen kürzeren Schwanz. Ein federloses Gesichtsfeld hinter dem Schnabel und rund um das Auge ist rot, der Schnabel dunkelgelb. Die Beine sind rötlich. Beide Geschlechter und auch die Jungvögel sehen gleich aus. Die Unterarten unterscheiden sich im Ausmaß des roten Gesichtsfeldes und im Glanzgrad des Gefieders.

## Verbreitung
Der Nacktzügelibis ist in Südamerika östlich der Anden von Kolumbien und Venezuela über Brasilien, Paraguay bis zum Nordosten von Argentinien und Uruguay heimisch. Die Vögel bevorzugen offene Landschaften in Gewässernähe.

## Fortpflanzung
Der Nacktzügelibis brütet in Büschen, bevorzugt in dichter Vegetation in Wassernähe. Die Nester werden meistens in lockeren Kolonien von 5 bis 70 Paaren angelegt. Das Gelege besteht aus 3 bis 4 Eiern. Die Brut dauert 21 bis 23 Tage. Die Jungen verlassen das Nest nach 27 bis 30 Tagen.

## Nahrung
Der Nacktzügelibis ernährt sich von Würmern, Muscheln, Krebstieren, großen Insekten, Schnecken und gelegentlich auch Samen und Blättern.

## Etymologie und Forschungsgeschichte
Die Erstbeschreibung des Nacktzügelibis erfolgte 1823 durch Martin Hinrich Carl Lichtenstein unter dem wissenschaftlichen Namen Ibis infuscata. Als Verbreitungsgebiet gab er Brasilien an und bezog sich auf Curucau afeytado von Félix de Azara. 1832 führte Johann Georg Wagler die Gattung Phimosus ein. Der Begriff leitet sich vom griechischen φιμος, φιμοω phimos, phimoō für Schnauze, ruhig sein ab. Der Artname »infuscatus« hat seinen Ursprung in lateinisch infuscatus, infuscare, infuscus ‚düster, dunkel machen, dunkel, schwärzlich‘. Berlepschi ehrt Hans Hermann Carl Ludwig von Berlepsch. Schließlich ist nudifrons ein Wortgebilde aus lateinisch nudus ‚nackt‘ und lateinisch frons, frontis ‚vordere Oberkopf, Stirn‘. Alfred Laubmann sah in Phimosus azarae Berlepsch & Hartert, E, 1902 als Synonym zu Nominatform. Er betrachtete die Art als relativ häufigen Vogel für ganz Paraguay. Allerdings war sich Laubmann aufgrund fehlenden Vergleichsmaterials nicht ganz sicher, ob es sich im Land um P. i. infuscatus oder P. i. nudifrons handelt.